# Johann Seivert
Johann Seivert (n. 17 aprilie 1735, Sibiu – d. 27 aprilie 1785, Gușterița, Scaunul Sibiu) a fost un istoric și poet sas. Este autorul primei lucrări lexicografice publicate despre scriitorii de limbă germană din Transilvania. A obținut de asemenea rezultate importante în domeniul cercetării inscripțiilor și al numismaticii. A publicat și sub pseudonimele Johann Trevies, Johann Strevei, respectiv S**.

## Viața
Johann Seivert s-a născut într-o familie de burghezi din Sibiu. Părinții săi se numeau Daniel Seivert (croitor și membru al consiliului orășenesc) și Agnetha Gierlich.
Din 1751 Seivert a studiat la Gimnaziul din Sibiu. Un rol de seamă în educația sa l-a avut rectorul gimnaziului, Andreas Schun.
În anul 1754, la vârsta de 19 ani, Johann Seivert a trecut examenul public de absolvire cu atâta succes, încât i s-a permis continuarea studiilor în străinătate. Ca urmare, timp de trei ani a studiat teologia și filozofia la universitatea Helmstedt.
După întoarcerea în Transilvania, Seivert a predat întâi la gimnaziul din Sibiu, pe post de Extraordinarius (colaborator extern), apoi colaborator și, în final Konrektor.
În anul 1764 Seivert a renunțat la activitatea în învățământ și a devenit diacon la biserica mănăstirii St. Elisabeth din Sibiu, apoi a ținut predica de miercuri, iar din 8 martie 1771 a devenit arhidiacon, adică predicator orășenesc (Stadtprediger) la Biserica Parohială.
După câteva luni, în 16 noiembrie 1771, a fost numit pastor la biserica din Gușterița (Hammersdorf) unde a profesat până la moarte.
Seivert a avut preocupări diverse, una din ele fiind numismatica, reușind să strângă o colecție valoroasă de monezi romane și transilvănene. După moartea sa, colecția a fost cumpărată de contele Johann Nepomuk Esterházy și de secția de numismatică a Muzeului Brukenthal.
O altă preocupare a fost lingvistica, astfel că Johann Seivert, alături de Martin Felmer, au început să strângă terminologia dialectului săsesc.
O altă preocupare importantă a sa a fost istoria Transilvaniei, zguduită de profundele schimbări structurale din timpul domniei împăratului Iosif al II-lea.

## Opera

### Scrieri
- Die Münzen des Röm. Kais. Hauses und der Tyrannen bis auf den Kaiser Heraclius, nach den Stuffen ihrer Seltenheit. Viena: Georg Ludwig Schulz 1765
- Inscriptiones monumentorum Romanorum in Dacia mediterranea. Viena: Trattner 1773
- Die Sächsischen Stadtpfarrer zu Hermannstadt. Hermannstadt: Johann Barth 1777
- Nachrichten von Siebenbürgischen Gelehrten und ihren Schriften. Preßburg: Weber und Korabinsky 1785
- Skizze der Superintendenten A. G. im Großfürstenthum Siebenbürgen. Hermannstadt 1791
- Kurze Geschichte der Provinzial Bürgermeister von Hermannstadt in Siebenbürgen. Hermannstadt: Hochmeister 1792

### Opera poetică
- Freymüthige Gedanken von Gespenstern. Frankfurt u. Leipzig : Georg Otto 1757
- Siebenbürgische Kleinigkeiten. Coburg: Georg Otto 1758
- Der Christ. II Stücke. Hermannstadt: Johann Barth 1773, 1780
- An Dacien bey dem Tode Marien Theresiens der Großen 1780. Hermannstadt: Petrus Barth 1780. S. auch in: Denkmäler dem unsterblichen Andenken Marien Theresiens gewidmet. Prosaischer und poetischer Theil. Viena, 1785. Fol. 2. Theil, S. 73. ff.[6]
- Hypochondrische Einfälle. Preßburg: Weber und Korabinski 1784[7]

### Contribuții apărute în publicații (Selecție)
- Siebenbürgische Briefe (1-21) (Scrisori din Transilvania). [Contribuții mai ales cu caracter historic] În: Kaiserlich Königlich allergnädigst privilegirte Anzeigen aus sämmtlichen kaiserl. königl. Erbländern. Herausgegeben von einer Gesellschaft. Wien: Gehlen Wien 1771-1776. Jg. 5 (1775), Jg. 6 (1776). 19 dieser Briefe wurden in z. T. umgearbeiteter Form auch im Ungrischen Magazin, Bd. I-III., 1781-1783.
- Von der siebenbürgisch-sächsischen Sprache. In: Ungrisches Magazin, Bd. I. S. 257-282.
- Die Grafen der sächsischen Nation und Hermannstädtischen Königsrichter im Großfürstenthum Siebenbürgen. In: Ungrisches Magazin, Bd. II. S. 261-302, Bd. III. S. 129-163, 393-432.
- Aelteste Geschichte der sächsischen Völkerschaft in Siebenbürgen, nach dem königl. Andreanischen Privilegium. In: Neues Ungrisches Magazin, Bd. I. S. 305-347, 365-388 (Vorbericht, Abschnitt 1-2.) u. Siebenbürgische Quartalschrift, Bd. IV. S. 129-169 (Abschnitt 3-5.)
- Das hohe Lied Salomons in siebenbürgisch-sächsischer Sprache. In: Ungrisches Magazin, Bd. IV. S. 22-34.
- Vom Ursprunge der Burzenländischen Sachsen oder Deutschen in Siebenbürgen. In: Ungrisches Magazin, Bd. IV. S. 211-223.
- Beiträge zur Religionsgeschichte von Hermannstadt in den Jahren 1521-1546. In: Ungrisches Magazin, Bd. IV. S. 154-211.
- Hermannstadt. In: Ungrisches Magazin, Bd. IV. S. 397-407.
- Entwurf der siebenbürgischen katholischen Bischöfe zu Weißenburg. In: Siebenbürgische Quartalschrift, Bd. I. S. 171-208, 249-282, 345-376.
- Nachrichten von ungarischen Gelehrten Siebenbürgern und ihren Schriften. In: Siebenbürgische Quartalschrift, Bd. V. S. 202-256, 289-332, Bd. VI. S. 149-170, 219-246, 297-315, Bd. VII. S. 1-23, 273-284.
- Die Pfarrer des Hermannstädtischen Kapitels seit 1327 bis auf unsere Zeiten. In: Siebenbürgische Provinzialblätter, Bd. II. S. 103-135, 195-220, Bd. III. S. 1-21.

### Redactări
- Lebelii, Joannis, de oppido Thalmus, carmen historicum. In philohistorum gratiam e codd. mscr. edidit Joannes Seivert. Cibinii: Joan. & Petri Barth 1779
- Samuelis Köleseri de Keres-Eer Auraria romano-dacica. Una cum Valachiae cis-alutanae subterraneae descriptione Michaelis Schendo. [2. Aufl., hrsg. v. Johann Seivert]. Posonii, Cassoviae: Landerer 1780

### Scrieri atribuite lui Seivert
- S…: Sprache der Vernunft, oder philosophisches Selbstgespräch. Hermannstadt: Martin Hochmeister 1780[8]
- Geographie des Großfürstenthums Siebenbürgen von Karl Gottlieb Windisch, oder Geographie von Ungarn. Dritter Theil. (= Karl Gottlieb von Windisch: Geographie des Königreichs Ungarn. Bd. 3.) Preßburg: Löwe 1790[9]